# 第11回ゴールデングローブ賞
11th Golden Globe Awards

1954年1月22日
作品賞: 

 聖衣 
第11回ゴールデングローブ賞（だい11かいゴールデングローブしょう）は、1953年の映画を対象としており、1954年1月22日にサンタモニカで発表された。

## 受賞一覧

### 作品賞
- 『聖衣』

### 主演男優賞（ドラマ部門）
- スペンサー・トレイシー - The Actress

### 主演男優賞（ミュージカル・コメディ部門）
- デヴィッド・ニーヴン - 『月蒼くして』

### 主演女優賞（ドラマ部門）
- オードリー・ヘプバーン - 『ローマの休日』

### 主演女優賞（ミュージカル・コメディ部門）
- エセル・マーマン - Call Me Madam

### 助演男優賞
- フランク・シナトラ - 『地上より永遠に』

### 助演女優賞
- グレース・ケリー - 『モガンボ』

### 監督賞
- フレッド・ジンネマン - 『地上より永遠に』

### 脚本賞
- 『リリー』 - ヘレン・ドイッチュ

### ヘンリエッタ賞
- アラン・ラッド
- ロバート・テイラー
- マリリン・モンロー

### 特別貢献賞
- ウォルト・ディズニー - 『砂漠は生きている』

### セシル・B・デミル賞
- ダリル・F・ザナック

### ドキュメンタリー賞
- 『女王戴冠』

### 国際賞
- 『失われた少年』 - 監督: ジョージ・シートン

### 新人男優賞
- リチャード・イーガン
- スティーヴ・フォレスト
- ヒュー・オブライエン

### 新人女優賞
- パット・クローリー
- ベラ・ダーヴィ
- バーバラ・ラッシュ